# 1941 en dadaïsme et surréalisme
Pour l'année, voir 1941.
 Chronologie de dada et du surréalisme 
- 1937
- 1938
- 1939
- 1940
- 1941
- 1942
- 1943
- 1944
- 1945

Cet article présente les faits marquants de l'année 1941 en dadaïsme et surréalisme.

## Éphémérides

### Janvier
- 15 janvier
Mort de Nadja à l'asile psychiatrique de Bailleul (près de Lille) où elle était internée depuis 1928[1].

### Mars
- 6 mars
Le Contrôle de presse sis à Clermont-Ferrand (Puy-de-Dôme) interdit les publications de l' Anthologie de l'humour noir et de Fata morgana d'André Breton[2].

- 10 mars
Breton, Fata morgana, poème, illustré par Wifredo Lam. Mention manuscrite de Breton : « différé jusqu'à la conclusion définitive de la paix »[3].

- Création collective à la villa Air-Bel du Jeu de Marseille[4].

- 24 mars
Breton, Max Ernst, Lam, Claude Lévi-Strauss, Masson et Victor Serge embarquent à destination de New York[5].

### Avril
- 24 avril
À l'escale de Fort de France en Martinique, André Breton est retenu au camp du Lazaret. Libéré sous caution, il découvre la revue Tropiques créée par Aimé Césaire et le rencontre aussitôt[6].

### Mai
- 16 mai
À bord du Presidente Trujillio, André Breton et André Masson repartent pour New York avec une escale à Pointre-à-Pitre (Guadeloupe) puis à Ciudad Trujillo (Saint-Domingue) tandis que Wifredo Lam part pour Cuba[7].

- À Bruxelles, l'exposition consacrée à Raoul Ubac est fermée quelques jours avant la fin prévue, sur ordre des autorités allemandes d'occupation[8].

### Juin
- Publication clandestine à Paris du premier numéro de la revue La Main à plume[9], conçue par le groupe surréaliste parisien formé autour de Noël Arnaud, Jean-François Chabrun et Adolphe Acker (sous le pseudonyme de Paul Chancel)[10]

### Juillet
- 14 juillet
André Breton et Max Ernst arrivent à New York[11].

### Octobre
- Benjamin Péret et Remedios Varo obtiennent un visa pour le Mexique[12].

### Novembre
- André Breton fait part à son ami Roland Penrose de son désir de fonder une revue qui permettrait aux surréalistes de tous les pays de s'exprimer[13].

### Cette année-là
- Victor Brauner n'ayant pas obtenu de visa pour quitter la France est caché en Provence par René Char.[réf. nécessaire]

- Max Ernst invente le procédé de « l'oscillation » : un cornet rempli de peinture et se balançant au-dessus d'une toile posée sur le sol. Procédé qu'il montre à Jackson Pollock qui en fait le « dripping »[14].

- E. L. T. Mesens participe aux émissions anti-nazies de la BBC. Sur un air connu, il compose les paroles « Radio-Paris ment, Radio Paris ment, Radio Paris est allemand »[15].

- Gordon Onslow Ford, réfugié au Mexique, fonde avec Wolfgang Paalen la revue Dyn[16].

- Au Japon, Shūzō Takiguchi est arrêté par la police politique.[réf. nécessaire]

### Œuvres
- Jean Arp
  - Relief méditerranéen, sculpture[17]
- William Baziotes, Gerome Kamrowski & Jackson Pollock
  - Peinture collective, huile sur toile[18]
- Hans Bellmer
  - L’Embryon rouge, gouache décalcomanie[19]
  - Petite peinture de la poupée
- Vilhelm Bjerke-Petersen
  - Paysage surréaliste huile sur toile[20]
- Victor Brauner
  - La Rage des Conglomers, plume et encre, craies de couleur sur papier jaune[21]
  - Souffrance, souffrance, huile sur toile[22]
- André Breton
  - Fata morgana, tirage de cinq épreuves, coloriées à la main par Wifredo Lam[23] par les Éditions du Sagittaire avant censure, achevé d'imprimer le 10 mars[3]
- Frédéric Delanglade
  - Lili Marlène, huile sur toile[24]
- Paul Delvaux
  - Les Mains (Le Songe), huile sur toile[25]
- Max Ernst
  - Hommage à Marlene Dietrich, huile sur toile[26]
  - Napoléon dans le désert, huile sur toile[27]

- Arshile Gorky

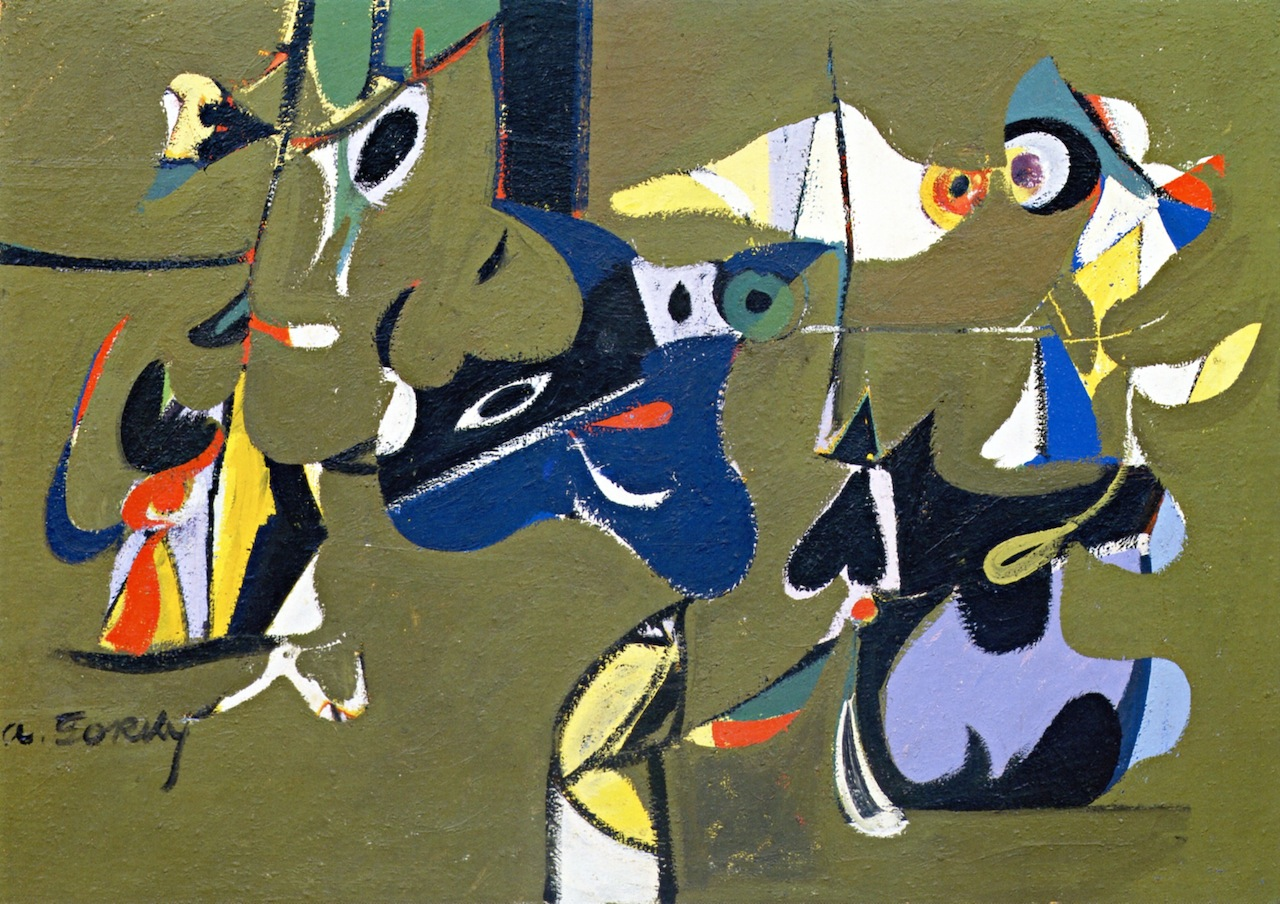
Arshile Gorky : Garden in Sochi III

  - Garden in Sochi III, huile sur toile[28]
- Marcel Jean
  - Armoire surréaliste, huile sur toile[29]
- Gerome Kamrowski
  - Petite scène sur une falaise païenne, huile sur toile[30]
- Clément Magloire-Saint-Aude
  - Dialogue de mes lampes : « Nier, retourner / Les plis de ma soif de Peul / Cavalier de tulle d'os de glace, / Visiteur en guide ovale de nuit, / Et en habits de gala de lord sans crâne... »[31]
  - Tabou, poèmes[32]
- André Masson
  - Marseille : la cité, crayon gras sur papier[33]
  - Martiniquaises, gouache, pastel et encre sur papier vergé[34]
  - Martinique, encre et crayons de couleur sur papier[35]
  - Paysage en forme de poisson, huile sur toile[36]
  - Paysage iroquois, encre de chine sur papier[37]
  - Portraits de Jacqueline Lamba et d'André Breton, dessin à l'encre[38]
  - Portrait d'André Breton, dessin (portrait de Breton en Janus)[39]
- Matta
  - L’Écran, huile sur toile
- Joan Miró
  - Chiffres et constellations amoureux d'une femme, gouache et peinture à la térébenthine sur papier[40]
  - Femme encerclée par le vol d'un oiseau, gouache et lavis à l'huile sur papier[41]
- Gordon Onslow Ford
  - The Transparent woman, huile sur toile
- Georges Papazoff
  - Forme se détachant de la Terre, peinture
- Grace Pailthorpe
  - May 16, 1941, huile sur toile montée sur carton[42]
- Pablo Picasso
  - Le Désir attrapé par la queue, poèmes[43]
- Man Ray
  - Promenade, huile sur toile[44]
- Kurt Seligmann
  - Les Environs du château d'Argol, huile sur toile[45]
- Jindrich Styrsky
  - Le Petit Jésus, collage[46]
- Yves Tanguy
  - Les Cinq étrangers, huile sur toile[47]
  - Composition, huile sur carton[48]
  - Construire et détruire, huile sur toile[49]
- Wols
  - Les Poissons et les vagues, huile sur toile[50]

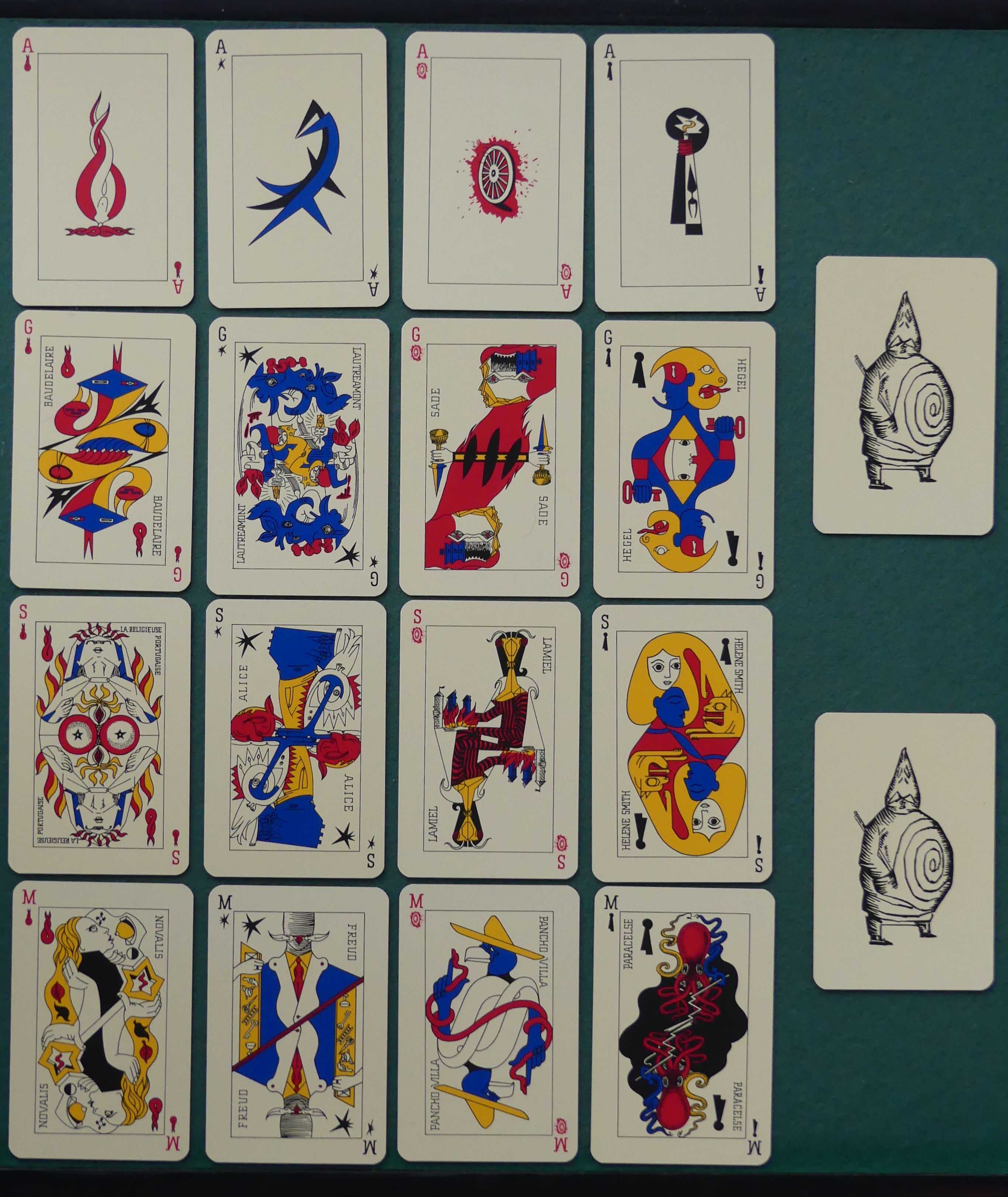
As, génies, sirènes, mages et jokers du jeu de Marseille

- Création collective du Jeu de Marseille[51], inspiré du Tarot de Marseille.
Le principe des séries traditionnelles est conservé mais les noms et les honneurs sont changés.
Les quatre couleurs Carreau, Cœur, Pique, Trèfle sont transposées en Amour, emblème : Flamme, Connaissance, emblème : Serrure, Rêve, emblème : Étoile (noire), Révolution emblème : Roue (et sang).
Les figures Roi et Reine deviennent Génie ou Mage et Sirène (il n'y a plus de valet) qui représentent une personnalité historique ou un personnage de la littérature.
Après avoir arrêté une liste de noms, la répartition des personnages est tirée au sort. Ainsi sont dessinés par :
  - André Breton
    - Paracelse. Mage de Connaissance - Serrure, encre de Chine et aquarelle sur papier
    - As de Connaissance - Serrure, aquarelle, encre de Chine et crayon sur papier

  - Victor Brauner
    - Hélène Smith. Sirène de Connaissance - Serrure, crayons noir et de couleurs sur papier-calque
    - Hegel. Génie de Connaissance - Serrure, crayons noir et de couleurs sur papier-calque

  - Frédéric Delanglade
    - Dos pour le Jeu de Marseille, une version rectangulaire et une version circulaire, encre de Chine et gouache blanche sur papier, et, encre rouge et encre de Chine sur carton,

  - Óscar Domínguez
    - Sigmund Freud. Mage de Rêve - Étoile, aquarelle, crayons de couleurs et encre de Chine sur papier
    - As de Rêve - Étoile, crayon bleu et encre de Chine sur papier

  - Max Ernst
    - Pancho Villa. Mage de Révolution - Roue, crayons noir et de couleurs sur papier, encre et gouache
    - As d'Amour - Flamme, deux versions, crayons noir et rouge sur papier-calque

  - Jacques Hérold
    - Lamiel (héroïne de Stendhal). Sirène de Révolution - Roue, encre de Chine et crayons de couleurs sur papier, retouches de gouache blanche
    - Sade. Génie de Révolution - Roue, encre de Chine et crayons de couleurs sur papier

  - Wifredo Lam
    - Lautréamont. Génie de Rêve - Étoile, encre de Chine et crayon sur papier
    - Alice de Lewis Carroll. Sirène de Rêve - Étoile, encre de Chine et crayon sur papier

  - Jacqueline Lamba
    - As de Révolution - Roue, intitulée aussi La Roue sanglante, taches d'encre rouge projetées sur papier et collage
    - Charles Baudelaire. Génie d'Amour - Flamme, deux versions, encre de Chine, gouache et collage sur papier, et aquarelle et encre de Chine sur papier

  - André Masson
    - La Religieuse portugaise. Sirène d'Amour - Flamme, deux cartes, crayon et aquarelle sur papier, et encre de Chine et crayon sur papier
    - Novalis. Mage d'Amour - Flamme, deux versions, encre de Chine sur papier, et, aquarelle, crayon et collage sur papier

  - Le joker est le Père Ubu à gidouille tel que l'a dessiné Alfred Jarry.